# Four Queens and a Jack
Four Queens and a Jack è un cortometraggio muto del 1913 diretto da Al E. Christie e prodotto dalla Nestor.

## Produzione
Il film fu prodotto dalla Nestor Film Company.

## Distribuzione
Distribuito dalla Motion Picture Distributors and Sales Company, il film - un cortometraggio di 150 metri - uscì nelle sale cinematografiche statunitensi l'11 luglio 1913.
Nelle proiezioni, veniva programmato con il sistema dello split reel, accorpato in un'unica bobina con un altro cortometraggio della Nestor, la commedia When He Wore the Blue.